# حكومة ميركل الثالثة
حكومة ميركل الثالثة (بالألمانية: Kabinett Merkel III)‏ هي الحكومة الإتحادية ال23 لجمهورية ألمانيا الاتحادية أثناء الهيئة التشريعية الثامنة عشر للبوندستاغ. أدت الحكومة اليمين الدستورية في 17 كانون الأول 2017 بعد أن رُشّحت ميركل لمنصب المستشارة من قِبل الرئيس يواخيم غاوك وانتخبت في أول اقتراع.
شُكلت هذه الحكومة من ائتلاف من الاتحاد الديمقراطي المسيحي (CDU) والاتحاد الاجتماعي المسيحي (CSU) والحزب الديمقراطي الاجتماعي (SPD).

## الأغلبية والتاريخ
يترأس هذه الحكومة المستشارة الألمانية التي انتهت ولايتها قبل إعادة تعيينها لثالث مرة كمستشارة لألمانيا بعد الانتخابات. تتكون هذه الحكومة من ثلاثة أحزاب وهم الاتحاد الديمقراطي المسيحي والحزب الديمقراطي الاجتماعي الألماني وحزب الاتحاد الاجتماعي المسيحي بولاية بافاريا وبهذا يشكلون أغلبية كبيرة في البوندستاغ ب504 مقعد من جملة 631 أي ما يساوي 79.8%.

جاءت هذه الحكومة بعيد الانتخابات التشريعية الألمانية 2013 وتبعت حكومة ميركل الثانية التي كان يساندها إضافة إلى الأحزاب التي تساند الحكومة الحالية، الحزب الديمقراطي الحر. في انتخابات 2013، تحصل الاتحاد الديمقراطي المسيحي وحزب الاتحاد الاجتماعي المسيحي بولاية بافاريا على الأغلبية المطلقة في البوندستاغ، وغاب لأول مرة عنه الحزب الديمقراطي الحر منذ 1949. وهنا فتح الحزبين المسيحيين نقاشات إستكشافية لتشكيل الحكومة مع الحزب الديمقراطي الاجتماعي الألماني وحزب الخضر الألماني.

## التشكيل الوزاري
| الترتيب | المنصب                                               | الصورة | شاغل المنصب           | الحزب | في المنصب                                     |  |
| ------- | ---------------------------------------------------- | ------ | --------------------- | ----- | --------------------------------------------- |  |
|         | المستشار                                             |        | أنغيلا ميركل          | CDU   | 22 تشرين الثاني 2005 – 8 كانون الأول 2021     |  |
|         | نائب المستشار                                        |        | زيغمار غابرييل        | SPD   | 17 كانون الأول 2013 – 14 آذار 2018            |  |
| 1       | وزارة الخارجية                                       |        | فرانك-فالتر شتاينماير | SPD   | 17 كانون الأول 2013 – 27 كانون الثاني 2017    |  |
| 1       | وزارة الخارجية                                       |        | زيغمار غابرييل        | SPD   | 27 كانون الثاني 2017 – 14 آذار 2018           |  |
| 2       | وزارة الداخلية                                       |        | توماس دي ميزير        | CDU   | 17 كانون الاول 2013 – 14 آذار 2018            |  |
| 3       | وزارة العدل وحماية المستهلك                          |        | هايكو ماس             | SPD   | 17 كانون الأول 2013 – 14 آذار 2018            |  |
| 4       | وزارة المالية                                        |        | فولفغانغ شويبله       | CDU   | 28 تشرين الأول 2009 – 24 تشرين الأول 2017     |  |
| 4       | وزارة المالية                                        |        | بيتر ألتماير          | CDU   | 24 تشرين الأول 2017 – 14 آذار 2018 (بالوكالة) |  |
| 5       | وزارة الشؤون الاقتصادية والطاقة                      |        | زيغمار غابرييل        | SPD   | 17 كانون الأول 2013 – 27 كانون الثاني 2017    |  |
| 5       | وزارة الشؤون الاقتصادية والطاقة                      |        | بريغيته تسيبريس       | SPD   | 27 كانون الثاني 2017 – 14 آذار 2018           |  |
| 6       | وزارة العمل والشؤون الاجتماعية                       |        | أندريا ناليس          | SPD   | 17 كانون الأول 2013 – 28 أيلول 2017           |  |
| 6       | وزارة العمل والشؤون الاجتماعية                       |        | كاتارينا بارلي        | SPD   | 28 أيلول 2017 – 14 آذار 2018 (بالوكالة)       |  |
| 7       | وزارة الأغذية والزراعة وحماية المستهلك               |        | هانز بيتر فريدرش      | CSU   | 17 كانون الأول 2013 – 17 شباط 2014            |  |
| 7       | وزارة الأغذية والزراعة وحماية المستهلك               |        | كريستيان شميدت        | CSU   | 17 شباط 2014 – 14 آذار 2018                   |  |
| 8       | وزارة الدفاع                                         |        | أورسولا فون دير لاين  | CDU   | 17 كانون الأول 2013 – 17 تموز 2019            |  |
| 9       | وزارة شؤون الأسرة وكبار السن والنساء والشباب         |        | مانويلا شفسيغ         | SPD   | 17 كانون الأول 2013 – 2 حزيران 2017           |  |
| 9       | وزارة شؤون الأسرة وكبار السن والنساء والشباب         |        | كاتارينا بارلي        | SPD   | 2 حزيران 2017 – 14 آذار 2018 (بالوكالة)       |  |
| 10      | وزارة الصحة                                          |        | هيرمان غروهة          | CDU   | 17 كانون الأول 2013 – 14 آذار 2018            |  |
| 11      | وزارة النقل والبنية التحتية الرقمية                  |        | ألكسندر دوبريندت      | CSU   | 17 كانون الأول 2013 – 24 تشرين الأول 2017     |  |
| 11      | وزارة النقل والبنية التحتية الرقمية                  |        | كريستيان شميدت        | CSU   | 24 تشرين الأول 2017 – 14 آذار 2018 (بالوكالة) |  |
| 12      | وزارة البيئة وحماية الطبيعة والبناء والسلامة النووية |        | باربرا هندريكس        | SPD   | 17 كانون الأول 2013 – 14 آذار 2018            |  |
| 13      | وزارة التعليم والبحوث                                |        | يوهانا ڤانكا          | CDU   | 14 شباط 2013 – 14 آذار 2018                   |  |
| 14      | وزارة التعاون الاقتصادي والتنمية                     |        | غيرد مولر             | CSU   | 17 كانون الأول 2013 – الوقت الحاضر            |  |
| 15      | الوزير الاتحادي للمهام الخاصة رئيس المستشارية        |        | بيتر ألتماير          | CDU   | 17 كانون الأول 2013 – 14 آذار 2018            |  |

1. ↑  ترتيب البروتوكول هو ترتيب قائمة الوزراء المقدم من الحكومة الألمانية.[3]

## روابط خارجية
- مجلس الوزراء الألماني  (باللغة الإنجليزية)
- الوزارات الاتحادية في ألمانيا (بالإنجليزية)